# Јован П. Јовановић
Јован Јовановић (16. септембра 1906 – 1. октобра 2016) био је суперстогодишњак који је у тренутку његове смрти био најстарија жива особа у Босни и Херцеговини, најстарији живи мушкарац на Балкану, најстарији мушкарац који је икада рођен у Црној Гори, најстарија особа која је икада умрла у Босни и Херцеговини и најстарији етнички Србин икада. Рекорд као најстарија особа која је икада живјела у Босни и Херцеговини држао је до 20. маја 2024. године, када је његове године надмашила Ајка Локмић.

## Биографија
Јован Јовановић је рођен у селу Доњи Брчели код Бара у Књажевини Црној Гори (данас Црна Гора) 16. септембра 1906. године. Отац му је био Перо Јовановић, а мајка Стана Јовановић рођена Вујачић. Рођен је у сиромашној породици. Његов отац је дошао из Америке када је почео Први балкански рат, 1912. године, али је нестао током Првог светског рата и никада се није вратио. Јовановића је још као младог занимало школовање и имао је жељу за образовањем. Године 1934. дипломирао је књижевност и руски језик у Београду. Његов први посао био је у Беранској гимназији. У децембру 1943. оженио се са својом супругом Загорком и касније је заједно са њом дошао да живи у Босну. Никада нису имали деце.
Током Другог светског рата живео је у Подгорици. Његова сестра Љубица је убијена у рату. После рата постао је директор Гимназије у Фочи, где је истовремено био професор руског језика и филозофије.
Априла 1946. године ухапсила га је ОЗНА, безбедносна агенција послератне Југославије и провео је пола године у цетињском затвору. Након тога радио је у гимназијама у Пљевљима, поново у Фочи и Сарајеву.
Јануара 1957. године одлази у универзитетску библиотеку у Сарајеву где је радио до пензије. Његова супруга Загорка умрла је 1973. године, након чега је остао сам без игде икога. За живота објавио је 222 научна рада.
У вријеме рата у БиХ, 1992. године, стан му је срушен и пет мјесеци је провео у склоништима. У гранатирању марта 1993. године тешко је повређен у ногу. У последњим годинама живота посветио се проучавању „Горског вијенца“, пјесми и драми Петра II Петровића-Његоша. У марту 1996. године прелази у Геронтолошки центар у Сарајеву, где је остао до краја живота. Све време проводио је са Фахиром Турковић, која је дан пре њега дошла у Центар.
Постао је најстарија жива особа у Босни и Херцеговини, након смрти 109-годишње Маре Квргић 4. децембра 2012. године.
У септембру 2016. године прославио је свој 110. рођендан и постао први документовани суперстогодишњак који је икада живео у Босни и Херцеговини.
Јован Јовановић је преминуо 1. октобра 2016. године у доби од 110 година и 15 дана. Сахрањен је 5. октобра 2016. године на гробљу Баре у Сарајеву.
13. октобра 2023. године, његову старост постхумно је потврдила и геронтолошка истраживачка група међународна научноистраживачка организација за валидацију старости.